# Nancy McKenzie
Nancy McKenzie est un auteur du XXe siècle, née aux États-Unis en 1948. Passionnée par la légende du Roi Arthur, chacun de ses romans est centré sur un personnage ou une histoire secondaire du cycle arthurien. McKenzie s'inspire des nombreux auteurs ayant travaillé sur la légende pour créer une histoire détaillée et riche, en s'attachant aux êtres humains plutôt qu'aux reliques sacrées et à la magie, même si ceux-ci sont malgré tout présents dans ses romans.